# دومينيك أسكويث
السير دومينيك أنتوني جيرارد أسكويث، الحاصل على وسام الإمبراطورية البريطانية KCMG (من مواليد 7 فبراير 1957)، دبلوماسي بريطاني محترف وسفير سابق لدى العراق ومصر وليبيا. شغل منصب السكرتير الأول في السفارة البريطانية في واشنطن العاصمة. وكان آخر منصب شغله هو المفوض السامي البريطاني لدى جمهورية الهند.

## الخلفية والتعليم
أسكويث هو الابن الأصغر لإيرل أكسفورد الثاني، وأسكويث وآن (اسمها الأصلي بالايريت). وهو حفيد صاحب رئيس الوزراء أسكويث، رئيس الوزراء البريطاني الأسبق. خدم كلٌّ من شقيقه الأكبر، ريموند، ووالده اللورد أكسفورد، وجده لأمه السير مايكل بالايريت، دبلوماسيين بريطانيين. ومثل والده وشقيقه، تلقى تعليمه في كلية أمبلفورث.
في عام 1975 شارك في مشروع موسى العلمي في الضفة الغربية، فلسطين، وعمل باحثاً في معهد الدراسات الفلسطينية في بيروت.
عمل صحفياً مستقلاً في عمان بالأردن عام 1981 ثم أميناً تنفيذياً للجمعية البرلمانية للتعاون الأوروبي العربي في لندن حتى عام 1983.

## المسيرة الدبلوماسية
انضم أسكويث إلى السلك الدبلوماسي البريطاني عام 1983ضمن القسم السوفييتي ، وخدم في دمشق ومسقط وواشنطن العاصمة وبوينس آيرس والرياض قبل أن يُعيّن نائبًا لرئيس البعثة في العراق عام 2004، ومديرًا لمديرية العراق في وزارة الخارجية وشؤون الكومنولث بين عامي 2004 و2006، وسفيرًا لدى العراق بين عامي 2006 و2007. وكان سفيرًا لدى مصر بين عامي 2007 و2001، وسفيرًا لدى ليبيا بين عامي 2011 و2012.
في 4 ديسمبر 2009، أدلى أسكويث بشهادته أمام البرلمان في إطار تحقيق العراق.
نجا أسكويث من محاولة اغتيال في يونيو 2012 عندما أصيبت قافلة بريطانية بقذيفة صاروخية. في سبتمبر 2012، اضطر أسكويث إلى تمديد استراحة روتينية من ليبيا لتلقي العلاج الطبي وفي يناير 2013 اُستُبدِل رسميًا بمايكل آرون.
بعد أن أمضى بضع سنوات في القطاع الخاص، عاد أسكويث إلى الحياة الدبلوماسية، وتولى منصب المفوض السامي لدى الهند في أبريل 2016. واختتم فترة عمله التي استمرت أربع سنوات في الهند في يناير 2020.

## العمل الخارجي
في مايو 2013، تولى أسكويث منصبًا غير مدفوع الأجر حيث ترأس وفدًا تجاريًا إلى ليبيا نظمه مجلس الأعمال الليبي البريطاني.
في يونيو 2013، تولى السير دومينيك منصبًا مدفوع الأجر كمستشار أول لدى شركة تطوير للأبحاث ، وهي شركة ليبية للبحث والتطوير، متخصصة في التكنولوجيا والهندسة.

## نظرة عامة على المهنة
- 1983–1984 دبلوماسي، القسم السوفيتي
- 1984–1985 دبلوماسي، قسم جنوب أوروبا
- 1986–1987 سكرتير ثانٍ، دمشق، سوريا
- 1987–1989 سكرتير أول (ديوان)، مسقط
- 1989–1990 دبلوماسي، قسم المفوضية الأوروبية (الداخلي)
- 1990–1992 سكرتير خاص لوزير الدولة بوزارة الخارجية والكومنولث
- 1992–1996 السكرتير الأول، واشنطن العاصمة، الولايات المتحدة الأمريكية
- إدارة مكافحة المخدرات والجرائم الدولية بوزارة الخارجية والكومنولث لعام 1996
- 1997–2001 وزير ونائب رئيس البعثة، بوينس آيرس
- 2001–2004 نائب رئيس البعثة والقنصل العام، الرياض، المملكة العربية السعودية
- 2004 نائب الممثل الخاص للعراق ونائب رئيس البعثة، بغداد، العراق
- 2004–2006 مدير العراق، وزارة الخارجية والكومنولث
- 2006–2007 سفير جلالة الملك لدى العراق
- 2007–2011 سفير جلالة الملك لدى مصر
- 2011–2012 الممثل الخاص للمملكة المتحدة، ثم السفير، إلى ليبيا
- 2013–2015 مستشار أول، شركة دنتونز للمحاماة
- 2016–2020 المفوض السامي البريطاني لدى الهند

## الحياة الشخصية
تزوج أسكويث عام ١٩٨٨ من لويز كوتون، التي عملت سكرتيرة في وزارة الخارجية البريطانية واستقالت بعد زواجها. للسير دومينيك والسيدة أسكويث أربعة أطفال:
- غابرييلا إليزابيث لويز أسكويث (مواليد 1989)
- هيلينا لوسي آن أسكويث (مواليد 1990)
- توماس أنتوني جيرارد أسكويث (مواليد 1992)
- ويليام رافائيل أوغسطين أسكويث (مواليد 1994)

## روابط خارجية
- موقع مجلس الأعمال الليبي البريطاني
- موقع تطوير للأبحاث
- موقع Burke's Peerage & Baronetage